# Tillandsia 'Kauri'
Tillandsia 'Kauri' es un cultivar híbrido del género Tillandsia perteneciente a la familia Bromeliaceae.
Es un híbrido creado en el año 1987 con las especies Tillandsia 'Oeseriana'  × Tillandsia  streptophylla.